# Nacer Bouhanni
Nacer Bouhanni (født 25. juli 1990 i Épinal) er en fransk forhenværende professionel cykelrytter. Han blev i 2012 fransk mester i landevejscykling.